# Clélie Barbieri
Pour les articles homonymes, voir Barbieri.
Clelia Barbieri (San Giovanni in Persiceto, 13 février 1847 - San Giovanni in Persiceto, 13 juillet 1870) est une religieuse italienne fondatrice des Sœurs Minimes de Notre-Dame des Douleurs et considérée comme sainte par l'Église catholique. Elle est la plus jeune fondatrice d'un institut religieux de l'histoire de l'Église.

## Biographie

### Enfance
Clelia est né à Le Budrie de San Giovanni, hameau de San Giovanni in Persiceto près de Bologne, le 13 février 1847. Ses parents, Giuseppe Barbieri et Giacinta Nannetti forment un couple uni et profondément chrétien même si Giuseppe est issu d'un milieu très pauvre alors que son épouse vivait avant son mariage dans une certaine aisance.
La petite Clelia perd son père alors qu'elle vient d'avoir 8 ans, et connaît ainsi très jeune de grandes difficultés. Toutefois, aidée par une sensibilité religieuse précoce, elle peut faire sa première communion le 17 juin 1858 et dès lors met sa foi au service des plus pauvres, en leur apportant son aide, et en enseignant le catéchisme.

### Fondation
Le 1er mai 1868, malgré son manque total de ressources, elle réunit auprès d'elle trois compagnes, elles s'installent dans une maison près de l'église paroissiale après quelques démarches difficiles dues aux remous qui suivent l'Unité Italienne.
Ces jeunes femmes se donnent pour but l'éducation de la jeunesse (instruction générale et catéchisme), l'assistance aux pauvres et autres délaissés, et le soin des malades.
Le petit groupe de base s'élargit rapidement, petit à petit, les populations se mettent à considérer Clelia comme guide, et l'appelèrent Madre (mère). Elle n'a que 22 ans.   
On l'appelle ainsi jusqu'à sa mort, prématurée. À peine deux ans plus tard, elle meurt de la tuberculose.
Elle dit à ses sœurs avant de mourir : « Je m'en vais, mais je ne vous abandonnerai jamais. Vous verrez, quand dans le champ près de l'église s'élèvera la nouvelle maison, je n'y serai plus... vous serez de plus en plus nombreuses sur toute la terre pour travailler à la Vigne du Seigneur. Il viendra le jour où, à Le Budrie, arriveront des multitudes avec carrosses et chevaux.. » 
Et encore : « Je m'en vais au paradis, et toutes les sœurs de notre famille qui mourront auront la vie éternelle »
Actuellement, sa fondation est active en Italie, en Inde et en Tanzanie avec environ 1 300 sœurs réparties en 35 maisons.

## Béatification, canonisation
Clélia Barbieri est béatifiée le 27 octobre 1968 par le Pape Paul VI puis canonisée le 9 avril 1989 par le Pape Jean-Paul II. Sa fête est le 13 juillet